# Tux Racer
A Tux Racer (néha Penguin Racer néven is ismert) egy 2000-ben készült videójáték, amelyet a Sunspire Studios cég fejlesztett.
A játékos Tuxot, a Linux kabala pingvinjét irányítja. Tuxnak le kell csúsznia különféle havas pályákon. Az úton heringek vannak, amelyeket el kell kapnia. Ha az összes hering elfogy, a játékos eléri a legmagasabb pontszámot (high score).
A kritikusok pozitív értékeléseket adtak a játékra, és az általános vélemény is jó játéknak tartja. Akadtak azonban olyan kritikusok is, akik szerint egy idő után unalmassá válik a játékmenet.
A Tux Racert több platformra is kiadták, pl. Windows, Linux, Android.